# Gradski stadion Poljud
Gradski stadion Poljud, poznat pod nadimkom Poljudska ljepotica, nalazi se u splitskoj četvrti Poljudu na sjeverozapadu grada, na mjestu gdje je nekad bilo ljekovito blato. Izgrađen je 1979. godine u sklopu izgradnje sportskih objekata 8. Mediteranskih igara.
Autor projekta je istaknuti riječki arhitekt dr. Boris Magaš. Stadion je utjecao na arhitektonske vizure brojnih svjetskih stadiona u Italiji, Japanu (Kobe) i Maleziji. Nakon münchenskog Olimpijskog stadiona, izazvao je najviše pozornosti stručne javnosti na polju športske arhitekture.
Na stadionu svoje domaće utakmice igra HNK Hajduk Split.

## Konstrukcija
U svoj svojoj raskoši u obliku školjke stadion se uklapa kao da je tu od davnina, u vizure mediteranskog miljea do kojeg gotovo dopiru morski valovi. Arhitektonski je to objekt koji funkcionalnošću i tehničkim značajkama spada u vrh svjetskog standarda. Sa svojih 630 reflektora, što ga čini jednim od najbolje osvjetljenih stadiona na svijetu, noću izgleda kao spušteni svemirski brod.
Izvorno je bio kapaciteta za 50.000 gledatelja, sa zapadnim i istočnim gledalištem koje je imalo "sjedenje", dok je sjeverno, jugoistočno i jugozapadno gledalište bilo "stajanje". "Čisti" jug je bio za semafor, dekorativnu fontanu i zelenu površinu, a koristio se i kao pozornica. Ipak, i ti prostori su bili iskorišteni, kao i betonski rub ograde od stadiona pokraj semafora te sva stubišta, kada je postavljen rekord posjećenosti ovog stadiona. Bilo je to 1982. godine, na utakmici Hajduk-Dinamo 1:2, kada je zabilježeno čak 65.000 posjetitelja.
Konstrukcija stadiona je montažna armirano-betonska, a konstrukcija krovišta je kombinacija čelika i poluprozirnog leksana. Stadion ima raspon unutrašnjeg luka od 215 m, sa slobodno letećim lukom od 45 m. Dvadeset mostova vodi u stadion, čiji je kapacitet 33.987 ljudi. Za punjenje svih sjedećih mjesta Poljuda potrebno je 5,4 minute.
Linija školjke stadiona varira u brojevima redova: najveća dubina gledališta iznosi 54 reda, a na sjevernoj tribini je 27. Zapadni i istočni dio identični su u osnovnim dimenzijama. Lože za novinare i reportere mogu se organizirati ovisno o vrsti natjecanja (atletika ili nogomet). Kabine za radio i TV-prijenos nalaze se ispod krova zapadne tribine.
U prizemlju zapadnog dijela su dvije svlačionice za prvu momčad, soba za masažu, sauna i ostale svlačionice, ambulanta za doping nadzor, velika dvorana za treninge s umjetnom travom, teretana, dvorana za individualan rad, oružarnica, praonica, ekonomat i servisni prostori. Na prvoj etaži su saloni dnevnog boravka s terasom, mali salon, trofejna dvorana, dvorana za konferencije i intervjue, salon počasne lože sa 114 mjesta te 15 dvokrevetnih soba za "karantenu". U vanjskom dijelu 2. etaže je uprava objekta s 10 kancelarijskih prostora, dok je u unutrašnjem dijelu press-centar, izravno povezan s novinarskim tribinama iza počasne lože.
U vanjskim prostorima stadiona su dva pomoćna nogometna terena, od kojih jedan ima rasvjetu za noćne utakmice, zatim poligon za trening nogometaša (60×40 m) te četverostruka atletska staza za zagrijavanje od 140 metara dužine. Ispod istočne tribine, gornje dvije etaže namijenjene su komercijalnim kancelarijskim sadržajima, a donji dio sadrži skladišne prostore.
Glavno igralište pokriveno je prirodnom travom, dimenzije 105×68 m, te je osposobljeno i za atletska natjecanja u svim disciplinama i pokriveno je sintetičkom masom tartanom.
Posjetiteljima i uzvanicima unutar konstrukcije stadiona, na raspolaganju su prostorija za članstvo, press room i lobby, dvije fan shop trgovine, bijeli i smeđi salon, trofejna sala i kino dvorana.

## Važne priredbe na stadionu
Pored Mediteranskih igara, za koje je službeno stadion otvorio Josip Broz Tito, na stadionu se 1990. održalo Europsko atletsko prvenstvo na kojem su padali europski i svjetski rekordi. Francuska štafeta na 4x100 m srušila je svjetski rekord, rezultatom 37,79. Podijeljeno je čak 165 medalja, 125 puta su se u zrak digle pobjedničke zastave, te su se odsvirale 43 himne. Bilo je nazočno čak 1.200 izvjestitelja iz cijelog svijeta. Svjetla športske atletske Europe bila su uperena prema Poljudu.
No, i desetak godina ranije, 1980. na Međunarodnom atletskom mitingu, nastupali su brojni veliki atletičari kao Acherman, Simeoni, Byer, Mennea, dok je Ruth Fuchs bacila koplje do novog svjetskog rekorda od 69,96 m.
Poljud je jedan od stadiona na kojem svoje domaće utakmice igra i Hrvatska nogometna reprezentacija. Tu su gostovale neke od najjačih svjetskih momčadi, kao što su Brazil, Njemačka, Italija, Nizozemska i druge.
Osim športskih, na stadionu se održavaju i glazbene priredbe. Među koncertima održanim na Poljudu ističu se oni Miše Kovača, Thompsona, Vinka Coce i prijatelja, Iron Maidena, Rogera Watwersa, mirodrom te Ultra Europe festivala koji se održavao na Poljudu od 2013. do 2019.

## Utakmice hrvatske nogometne reprezentacije
| Nadnevak            | Natjecanje                          | Protivnik  | Ishod |
| 8. listopada 1995.  | Kvalifikacije za Europsko prvenstvo | Italija    | 1:1   |
| 29. ožujka 1997.    | Kvalifikacije za Svjetsko prvenstvo | Danska     | 1:1   |
| 2. travnja 1997.    | Kvalifikacije za Svjetsko prvenstvo | Slovenija  | 3:3   |
| 10. veljače 1999.   | Prijateljska                        | Danska     | 0:1   |
| 23. veljače 2000.   | Prijateljska                        | Španjolska | 0:0   |
| 18. veljače 2004.   | Prijateljska                        | Njemačka   | 1:2   |
| 17. kolovoza 2005.  | Prijateljska                        | Brazil     | 1:1   |
| 6. veljače 2008.    | Prijateljska                        | Nizozemska | 0:3   |
| 4. lipnja 2011.     | Kvalifikacije za Europsko prvenstvo | Gruzija    | 2:1   |
| 15. kolovoza 2012.  | Prijateljska                        | Švicarska  | 2:4   |
| 12. lipnja 2015.    | Kvalifikacije za Europsko prvenstvo | Italija    | 1:1   |
| 10. listopada 2019. | Kvalifikacije za Europsko prvenstvo | Mađarska   | 3:0   |
| 17. studenoga 2020. | Liga nacija                         | Portugal   | 2:3   |
| 7. rujna 2021.      | Kvalifikacije za Svjetsko prvenstvo | Slovenija  | 3:0   |
| 14. studenoga 2021. | Kvalifikacije za Svjetsko prvenstvo | Rusija     | 1:0   |
| 6. lipnja 2022.     | Liga nacija                         | Francuska  | 1:1   |
| 25. ožujka 2023.    | Kvalifikacije za Europsko prvenstvo | Wales      | 1:1   |

## Zaštita
Pod oznakom Z-6644 zavedena je kao nepokretno kulturno dobro - pojedinačno, pravna statusa zaštićena kulturnog dobra, klasificirano kao profana graditeljska baština.

## Galerija
- Kabine za izvjestitelje pod krovom zapadne tribine
- Dvorana s Hajdukovim trofejima
- Pun stadion
- Poljud noću
- Poljud
- Pogled od ultrasa
- Planina Kozjak
- Zapadna strana
- Pogled na Poljud iz zraka

## Vanjske poveznice
- Poljudski stadion na službenoj stranici Hajduka

### Ostali projekti
|  | Zajednički poslužitelj ima još gradiva o temi Gradski stadion u Poljudu |